# Nossa Senhora da Conceição da Muxima

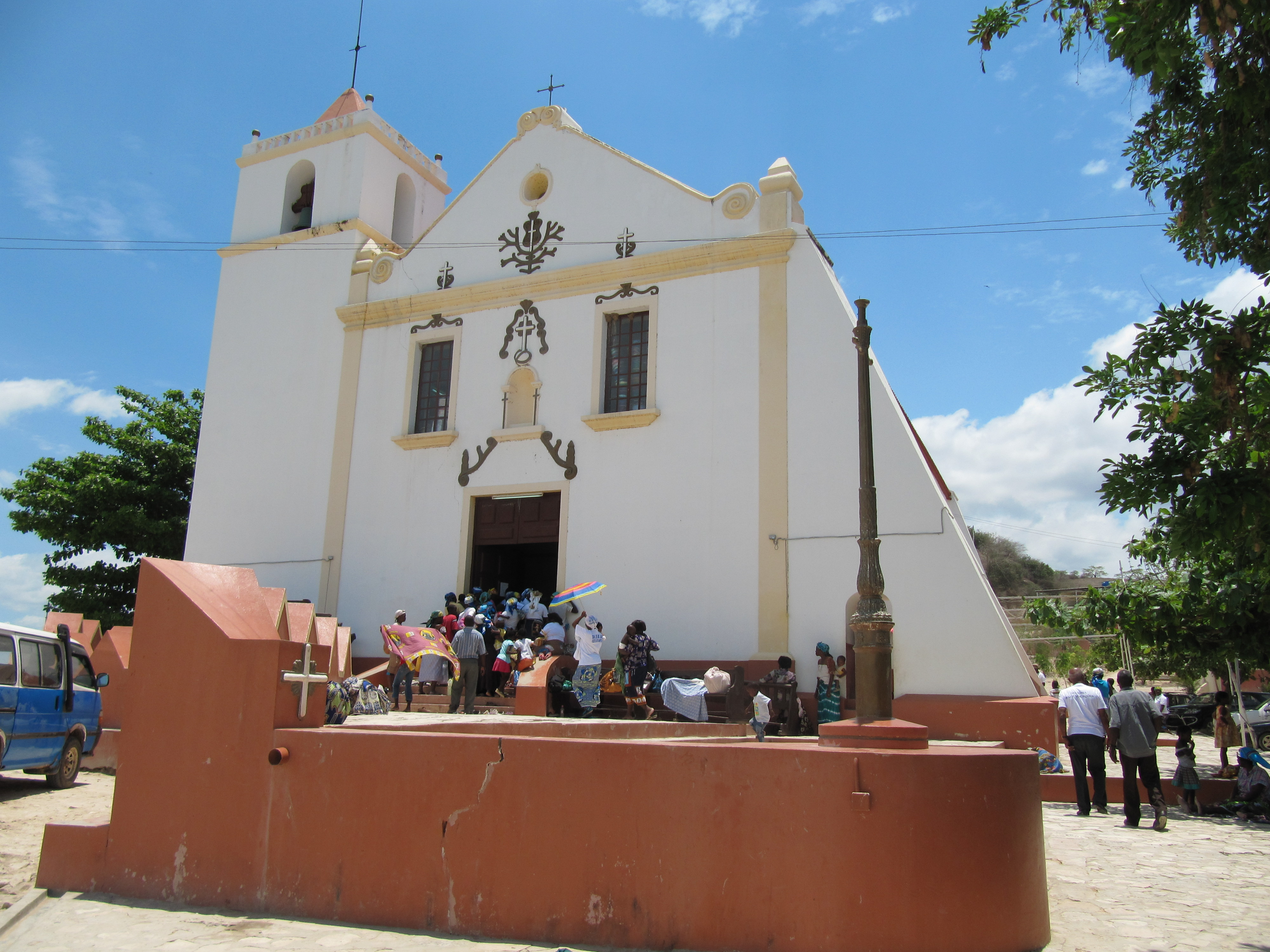
Igreja de Nossa Senhora da Conceição.

Nossa Senhora da Conceição da Muxima, também conhecida como Nossa Senhora da Muxima ou Mamã Muxima, é uma devoção mariana de Angola.

## História
Suas origens remontam à construção da Igreja de Nossa Senhora da Conceição na localidade conhecida como Muxima, na atual província de Luanda, em 1599. O santuário logo se converteu num importante centro de cristianização, sendo o lugar onde se batizavam os africanos antes de embarcá-los como escravos para diversas localidades, mas em especial para as Américas. Tornou-se, igualmente, um importante espaço devocional para as populações cristãs autóctones, que logo atribuíram, à Senhora da Muxima, a realização de diversos milagres.
Os rumores de realização de prodígios logo se espalharam pelas regiões circunvizinhas, levando à organização de atos de piedade popular, quer baseados na tradição portuguesa, quer totalmente inovadoras ou reminiscentes de antigas religiões africanas. A mais importantes dessas tradições, a Romaria de Nossa Senhora da Conceição da Muxima, remonta ao ano de 1833, atraindo milhares de peregrinos todos os anos, em fins de agosto e início de setembro. A devoção inspirou vários escritores angolanos, como Pepetela, que discorre sobre as tradições associadas à Mamã Muxima na obra A Sul. O Sombreiro. Apesar da ampla devoção por toda a população católica angolana, entretanto, Nossa Senhora da Muxima não é considerada padroeira de Angola pela Conferência Episcopal de Angola e São Tomé
Em 27 de outubro de 2013, a imagem de Nossa Senhora da Muxima foi atacada a pauladas por um grupo de sete pessoas pertencentes à Igreja da Arca de Noé durante a missa dominical. O ataque visava ao combate a uma suposta idolatria, num dos maiores atos de intolerância religiosa já registrados no país. A imagem sofreu alguns danos, mas, um ano depois, a imagem já estava plenamente restaurada.